# Decoy-Effekt
Decoy-Effekt (wörtlich Köder-Effekt oder Täuschungseffekt) ist ein Begriff im Marketing (auch als asymmetrischer Dominanzeffekt bezeichnet). Er beschreibt das Phänomen einer stärkeren Bevorzugung der Verbraucher gegenüber einem Produkt unter Berücksichtigung zweier bestimmter Produkte, hervorgerufen durch das Angebot eines dritten „asymmetrisch dominierten“ Produktes. Ein asymmetrisch dominiertes Produkt ist einem der Produkte in jeder Hinsicht unterlegen, einem anderen Produkt jedoch in manchen Eigenschaften überlegen und in anderen unterlegen. Mit anderen Worten, bezüglich spezifischer kaufentscheidender Attribute wird es von einem Produkt vollständig dominiert (ist also eindeutig schlechter), von einem anderen nur teilweise.
Wenn ein solches asymmetrisch dominiertes Produkt angeboten wird, entscheidet sich ein höherer Prozentsatz der Kunden für die dominierende Option als bei der Auswahl ohne die asymmetrisch dominierte Option. Die asymmetrisch dominierte Option ist also ein „Köder“ (engl. „decoy“), der dazu dient, die Entscheidung zugunsten des dominierenden Produkts zu beeinflussen. Der Decoy-Effekt steht dem Unabhängigkeitsaxiom entgegen: Ein rationaler Entscheider sollte sich eigentlich von weiteren Auswahlmöglichkeiten nicht beeinflussen lassen, und nur anhand der relevanten Alternativen urteilen.
Diese besondere Einflussnahme auf den Kaufentscheidungsprozess wird in der Marketingforschung untersucht. Ein Konsument, der Produkte nach Attributen (Merkmale, „Features“) auswählt, betrachtet nicht jedes Produkt einzeln, sondern er vergleicht alle Produkte bezüglich der ihm wichtigen Eigenschaften. Wenn der Konsument sich nicht zwischen zwei Produkten entscheiden kann, kann ein drittes Produkt als eine Art Maßstab dienen. Wenn eines der beiden Produkte in allen Punkten dem hinzugefügten „Köder-Produkt“ überlegen ist, tendiert der Käufer zu diesem Produkt.

## Beispiel
Kommt es zur Entscheidung zwischen verschiedenen MP3-Playern, wird der Konsument generell die höhere Speicherkapazität und den niedrigeren Preis als positive Attribute sehen. Während einige Konsumenten einen Player haben möchten, der mehr Lieder speichern kann, möchten andere einen Player, der weniger kostet. In Entscheidungssituation 1 sind zwei Geräte verfügbar:
|                   | A     | B     |
| ----------------- | ----- | ----- |
| Preis             | 400 € | 300 € |
| Speicherkapazität | 30 GB | 20 GB |

In Entscheidungssituation 2 ist das asymmetrisch dominierte Produkt C nur bezüglich der Speicherkapazität besser als B und bezüglich aller Attribute schlechter als A. Indem das Produkt C hinzugefügt wird – welches die meisten Konsumenten ablehnen, da ein Produkt mit geringerem Preis und zugleich höherer Speicherkapazität verfügbar ist – wird das Produkt A (das dominierende Produkt) öfter gewählt als in Entscheidungssituation 1.
|                   | A     | B     | C (Decoy) |
| ----------------- | ----- | ----- | --------- |
| Preis             | 400 € | 300 € | 450 €     |
| Speicherkapazität | 30 GB | 20 GB | 25 GB     |

Das Produkt C ist somit ein „Köder“ (engl. decoy), dessen alleiniger Zweck es ist, den Absatz von Produkt A zu steigern.
Im umgekehrten Fall, angenommen statt des Produkts C wird Produkt D hinzugefügt, das weniger Speicherplatz als A und B besitzt und preislich zwischen A und B angesiedelt ist:
|                   | A     | B     | D (Decoy) |
| ----------------- | ----- | ----- | --------- |
| Preis             | 400 € | 300 € | 350 €     |
| Speicherkapazität | 30 GB | 20 GB | 15 GB     |

Das Resultat ist ähnlich: Der Konsument wird sich nicht für D entscheiden, da B in jeder Hinsicht besser ist.  Während jedoch C die Präferenz für A steigerte, hat D einen gegenteiligen Effekt, der Konsument wird jetzt zum Produkt B tendieren, da in diesem Fall das Köder-Produkt vollständig von B dominiert wird.

## Kontext
Wolfgang Bartsch hat in der Artikelserie Der Fisch an der Angel – oder: der Decoy-Effekt – lassen Sie sich (nicht) täuschen gezeigt, dass auch die bei öffentlichen Ausschreibungen verwendeten Zuschlagsformeln anfällig für den Decoy-Effekt sind.